# Mat McBriar
Mat McBriar (født 8. juli 1979 i Melbourne, Australien) er en australsk footballspiller, der spiller i NFL som punter for Dallas Cowboys. Han har spillet for klubben siden han kom ind i ligaen i 2004.
McBriar er en enkelt gang, i 2007, blevet udtaget til Pro Bowl, NFL's All Star-kamp.